# Mont Santō
Le mont Santō (三頭山, Santō-zan) culminant à 1 009 d'altitude est la deuxième montagne la plus élevée des monts Teshio. Elle se trouve sur le territoire du bourg de Horokanai en Hokkaidō au Japon.